# Unità di Stilo
L'Unità di Stilo è una unità stratigrafica calabrese, che prende il nome dall'omonimo comune della Provincia di Reggio Calabria e va a costituire, insieme ad altre unità, la struttura delle Serre.
Viene suddivisa in Copertura sedimentaria, Batolite di Stilo e Complesso metamorfico.
È composta da metamorfiti di medio e basso grado, granitoidi ercinici.